# Oscar Carmelo Milazzo
Oscar Carmelo Milazzo, conocido por su seudónimo Polvorita (Berazategui; 1945-Berazategui; 29 de diciembre de 1991), fue un actor argentino, famoso por su baja estatura.

## Biografía
Había sido familiar de un exintendente de su localidad del sur bonaerense. Su altura era de 1,20 metros.

## Carrera
Conocido como “Polvorita”, fue uno de los entrañables laderos de Alberto Olmedo, siempre expuesto a las tropelías del capocómico en los sketchs de “el manosanta”.
Trabajó junto a grandes cómicos como Alberto Olmedo, a quien lo unía una gran amistad, Jorge Porcel, Tristán, Javier Portales, José Marrone y otros. Participó en televisión, teatros de revista y también en circos, filmando también varias películas.
Siempre se lo veía recorriendo la Avenida 14 en Berazategui, donde grandes y chicos disfrutaban con su presencia, porque el ‘enano’ -como le decían- era un ser incomparable. 
Su principal muletilla: ¡Ufaaa!

## Muerte
Polvorita murió el 29 de diciembre de 1991, víctima de un fulminante paro cardiaco cuando caminaba por la Av. 14 de Berazategui, frente a la estación ferroviaria. La despedida fue muy íntima y en el mayor de los silencios, motivo por el cual la noticia de su muerte siempre se mantuvo en secreto y provocó un montón de especulaciones.

## Filmografía
- Embrujo de amor en 1971
- La casa del amor en 1973
- Soñar, soñar en 1976
- Expertos en pinchazos en 1979
- A los cirujanos se les va la mano en 1980
- Los viernes de la eternidad en 1981
- Las mujeres son cosa de guapos  en 1981
- El manosanta está cargado en 1987
- Yo, la peor de todas en 1990.